# 那慕尔钟楼

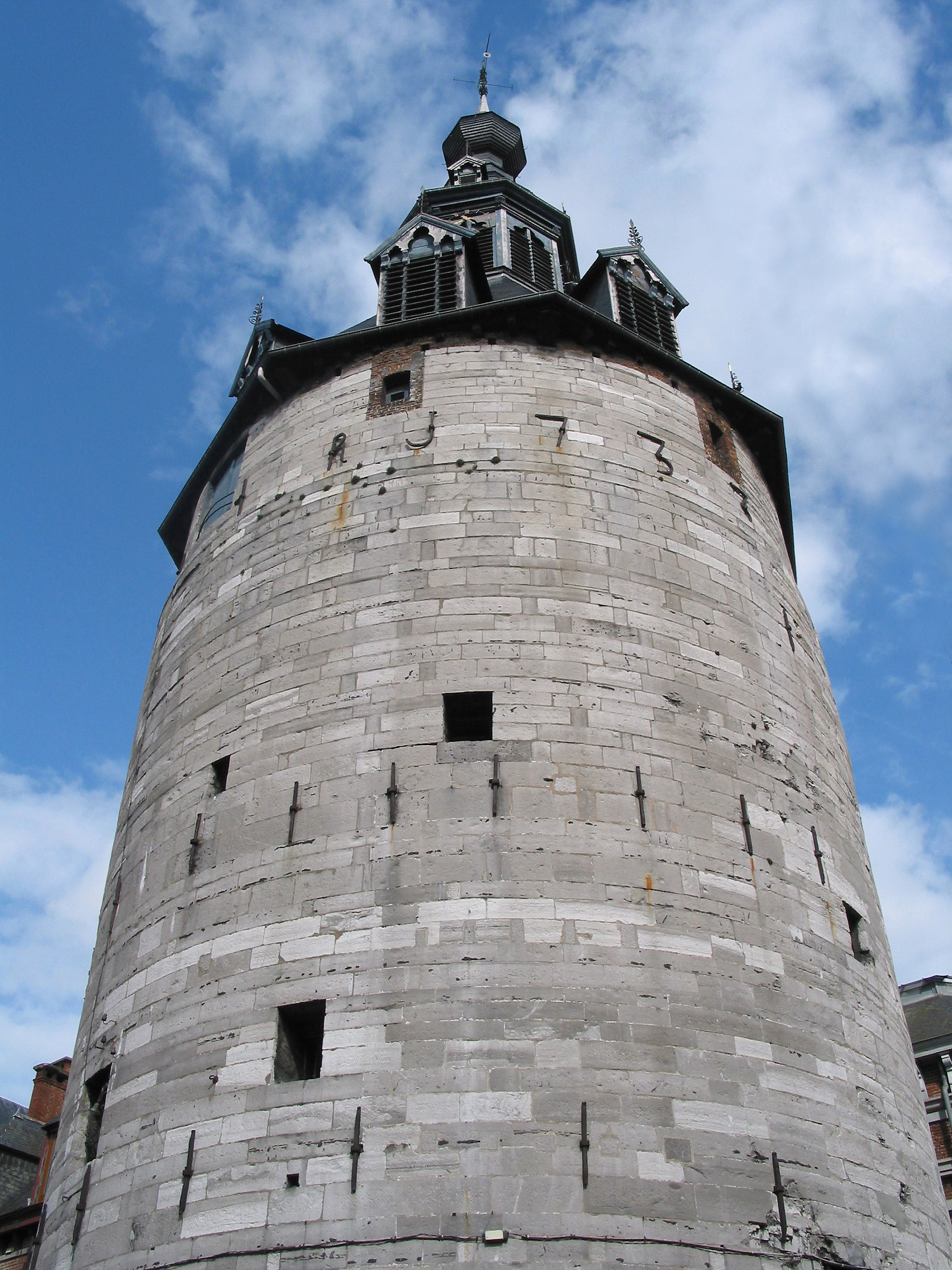
那慕尔钟楼

那慕尔钟楼也叫圣雅克塔（Tour Saint-Jacques），是比利时那慕尔的一座历史建筑。该塔建于1388年，是城墙的一部分，在1746年变成独立钟楼。它是联合国教科文组织世界遗产比利时和法国的钟楼（共56座）的一部分。

## 历史
在那慕尔围困期间，原来负责敲钟的教堂被烧毁，在1745年，圣雅克塔, 中世纪城墙最古老的三座塔楼之一，成为城市钟楼。圣雅克塔守卫着一座城门，其钟声是城门开闭的信号。
在18世纪初城墙被拆毁，但圣雅克塔被保留下来。圣雅克塔于1746年成为那慕尔的城市钟楼。

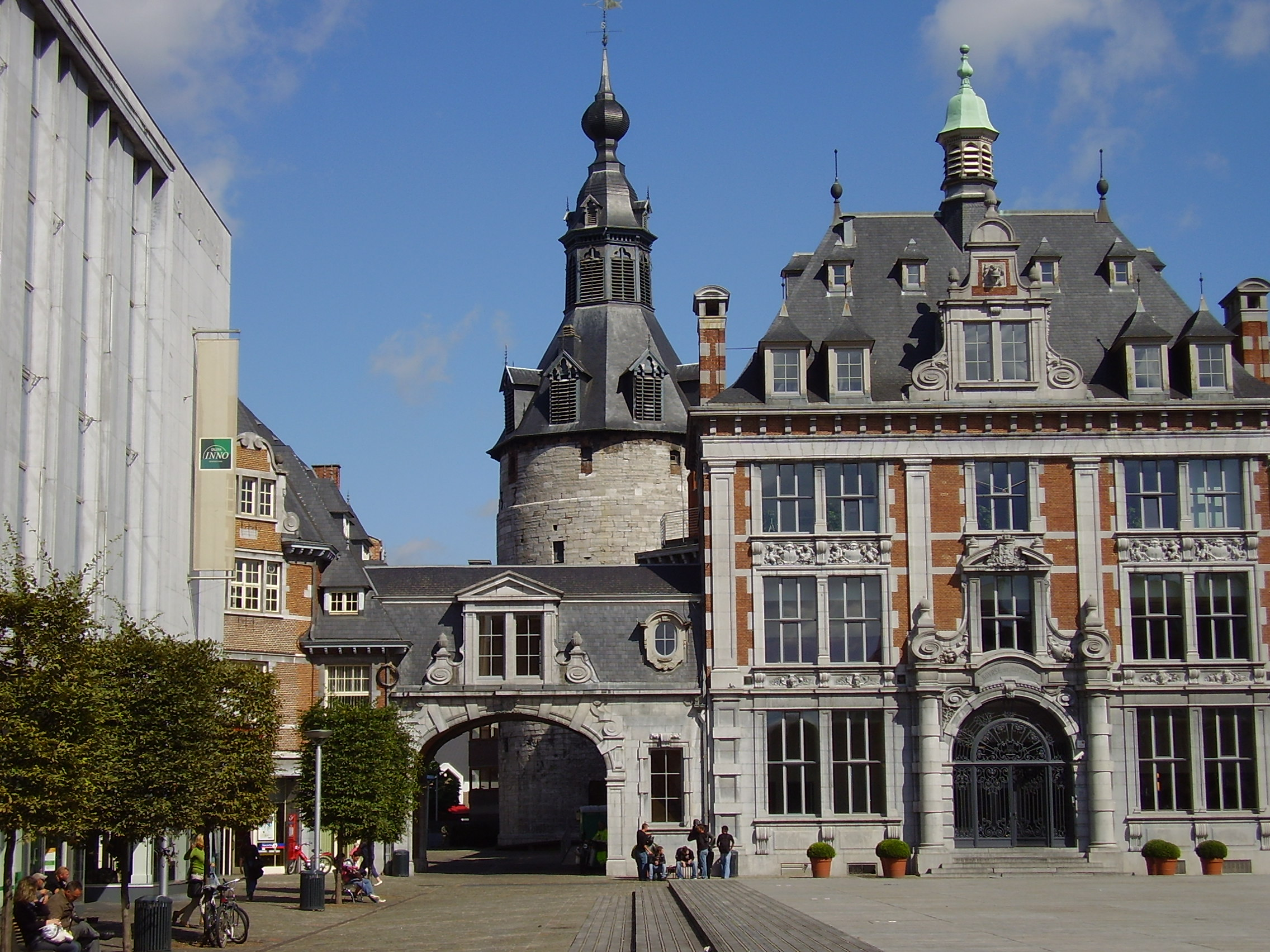
钟楼，在那慕尔的旧商品市场的背后